# Северное Борнео
Се́верное Борне́о (англ. North Borneo) с 1892 по 1946 годы было британским протекторатом, управляемым Британской компанией Северного Борнео. С 1946 года оно стало британской коронной колонией Брита́нское Се́верное Борне́о (англ. Crown Colony of the British North Borneo). После образования в 1963 году Малайзии Британское Северное Борнео было преобразовано в штат Сабах (Малайзия).

## Начало колонизации

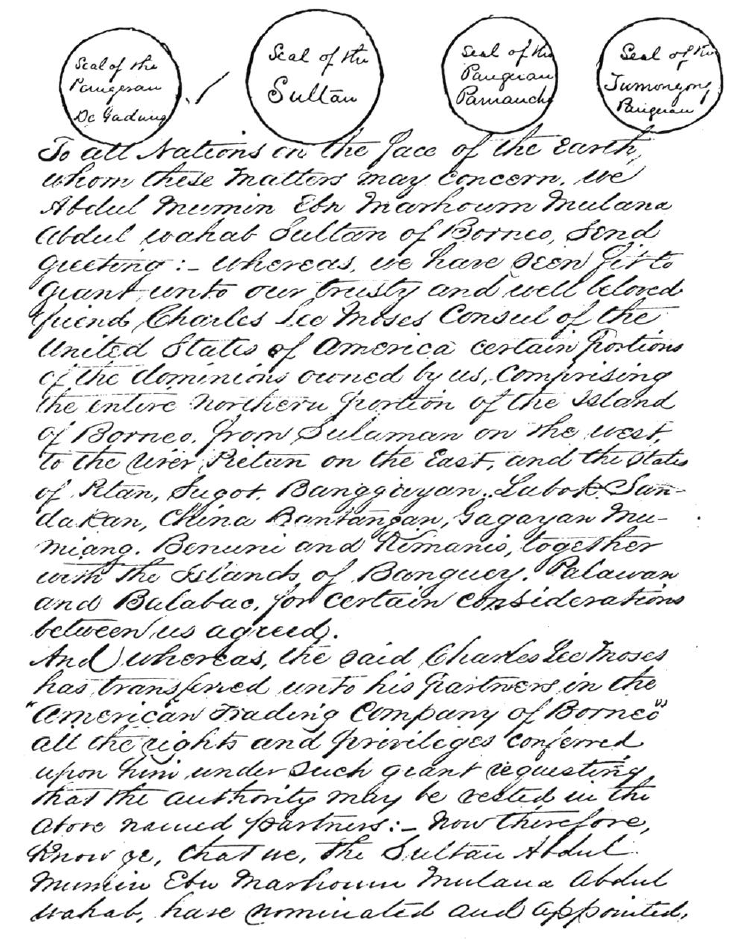
Договор между Мозесом и президентом компании American Trading Company of Borneo Джозефом Уильямом Торрейем об уступке своих прав на земли купленные у султана

В 1865 году консул США в Брунее Клод Ли Мозес (Claude Lee Moses) приобрёл у султана Брунея в лизинг на десять лет территорию Северного Борнео (ныне провинция Сабах, Малайзия). Только что закончившие гражданскую войну Соединённые Штаты не проявили интереса к обретению азиатских колоний, поэтому Мозесу пришлось продать концессию гонконгской частной American Trading Company of Borneo, которая основала там небольшое поселение Эллена (Ellena) — ныне Киманис (Kimanis).
Из-за финансовых трудностей ATC, в свою очередь, в январе 1875 года перепродала права на Северный Борнео консулу Австро-Венгерской империи в Гонконге барону фон Овербеку (нем. Gustavus Baron Von Overbeck). Последний добился от Брунея продления договора ещё на десять лет, заручился в 1878 году аналогичным соглашением и от султана Сулу, пообещав тому современное оружие для защиты от испанцев, и привлёк к финансированию проекта братьев Альфреда и Эдуарда Дентов (Alfred and Edward Dent). Однако все попытки фон Овербека заинтересовать приобретением новой колонии власти Австро-Венгрии потерпели неудачу — и уже в 1880 году барон покинул предприятие, оставив вместо себя Альфреда Дента.
В июле 1881 года братья привлекли компаньонов, основали British North Borneo Provisional Association Ltd. и уже в ноябре того же года добились королевского разрешения от британской монархии на освоение территории под эгидой Великобритании в её интересах. Компания была преобразована в Британскую компанию Северного Борнео (British North Borneo Chartered Company) и занялась организацией поселений на севере острова, стремительно расширяя свои владения, несмотря на протесты от властей Нидерландов, Испании и соседнего Саравака, но при поддержке султана Брунея.
Компания сумела принести мир на земли, где традициями были пиратство и межплеменная резня. Она запретила рабство, организовала транспортное сообщение, начала развивать здравоохранение и образование. Это, а также приток китайских иммигрантов, заложили основы экономического бума.

## Британский протекторат

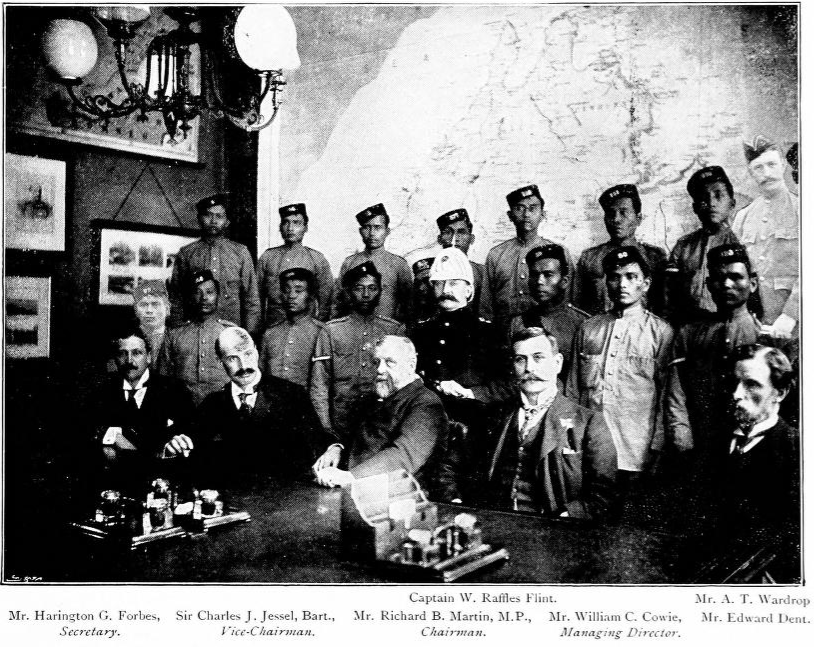
Совет директоров Компании Британского Северного Борнео в 1899 году

С 1888 года Северное Борнео стало протекторатом Великобритании, но всё местное управление осталось в руках Компании, империя взяла на себя лишь контроль за внешними сношениями. В 1890 году британское правительство создало колонию Лабуан, передав её под управление администрации Северного Борнео.

## Японская оккупация
В конце декабря 1941 года японцы высадились на острове Калимантан. Вооружённая полиция Северного Борнео состояла всего из 650 человек — такие силы не могли оказать японцам достойного сопротивления.
После установления японцами оккупационного режима европейцы были интернированы, в результате чего гражданская служба пришла в упадок, повсеместно воцарились нищета, голод и болезни.
В июне 1945 года на острове Калимантан высадилась австралийская 9-я дивизия, освободившая большую часть территории Северного Борнео. После войны Северный Борнео был передан под управление британской военной администрации.

## Коронная колония Британское Северное Борнео
Во время войны города Северного Борнео были снесены до основания в результате авиаударов, инфраструктура уничтожена. Британская компания Северного Борнео не имела средств, нужных для восстановления колонии, и решила передать её британскому правительству. 15 июля 1946 года Северный Борнео вместе с островом Лабуан получили статус британской коронной колонии. Прежний административный центр колонии — Сандакан — был настолько разрушен в ходе войны, что новой столицей было решено сделать Джесселтон (нынешний Кота-Кинабалу).
В 1956 году спортсмены Британского Северного Борнео приняли участие в летних Олимпийских играх.
31 августа 1963 года Британское Северное Борнео получило самоуправление. Двумя неделями позже, 16 сентября 1963 года, вместе с Сараваком, Малайей и Сингапуром было включено в Федерацию Малайзия в статусе её государства (штата), управляемого губернатором.